# Eric Voegelin
Erich Hermann Wilhelm Vögelin, cunoscut și ca „Eric” Voegelin, (germană: [ˈmaks ˈveːbɐ]; n. 3 ianuarie 1901, Köln, Imperiul German – d. 19 ianuarie 1985, Palo Alto, California, SUA) a fost un sociolog, filosof, jurist și economist politic german.